# Rasa de Torrenteller (Torroella)
|  | Aquest article tracta sobre l'afluent de la Rasa de Torroella. Vegeu-ne altres significats a «Rasa de Torrenteller». |

La Rasa de Torrenteller és un torrent afluent per l'esquerra de la Rasa de Torroella, a la Vall de Lord.

## Descripció
Neix a 1.322 msnm al vessant solei de la Serra de la Creu del Codó al sector de Part-lo-grau. Durant tot el seu curs manté una direcció preponderant cap als 27 minuts del rellotge. Desquassa a la Rasa de Torroella a 1.157 msnm
Tot el seu curs passa pel terme municipal de Guixers. Així mateix, tota la seva conca està integrada en el Pla d'Espais d'Interès Natural (PEIN) de la Generalitat de Catalunya i més concretament en l'espai Serres de Busa-Els Bastets-Lord

## Perfil del seu curs
| Recorregut (en m.) | Altitud (en m.) | Pendent |
| ------------------ | --------------- | ------- |
| 0                  | 1.322           | -       |
| 250                | 1.214           | 43,2%   |
| 459                | 1.157           | 27,3%   |